# Wybory parlamentarne na Litwie w 2020 roku
Wybory parlamentarne na Litwie w 2020 roku – wybory do Sejmu Republiki Litewskiej odbyły się w dniach 11 i 25 października 2020 r. W ich wyniku wybranych zostało 141 parlamentarzystów. Pierwsza runda odbyła się 11 października, a druga 25 października.

## System wyborczy
W Sejmie litewskim zasiada 141 posłów. Zgodnie z Konstytucją Republiki Litewskiej posłowie na Sejm są wybierani są na 4-letnią kadencję w głosowaniu tajnym przeprowadzonym na podstawie powszechnego, równego i bezpośredniego prawa wyborczego. Na członka Sejmu może być wybrany obywatel Republiki Litewskiej, którego nie wiąże przysięga lub zobowiązanie wobec innego państwa, oraz który w dniu wyborów ukończył 25 lat i stale mieszka na Litwie.
Na podstawie art. 1 oraz art. 9 Ustawy o wyborach do Sejmu z 9 lipca 1992 posłowie wybierani są w systemie mieszanym: 71 posłów wybieranych jest w okręgach jednomandatowych według ordynacji większościowej, a 70 posłów w jednym okręgu wielomandatowym, obejmującym terytorium całej Litwy, według ordynacji proporcjonalnej.
Zgodnie z prawem wybory w okręgu wielomandatowym są ważne, jeśli wzięło w nich udział ponad 25% wyborców. Próg wyborczy dla partii wynosi 5%, a dla koalicji 7%. W okręgu jednomandatowym za wybranego uznaje się kandydata, który zdobył ponad połowę głosów, pod warunkiem, że w wyborach w tym okręgu uczestniczyło nie mniej niż 40% wyborców. W okręgach, w których żaden kandydat nie uzyskał większości organizuje się dwa tygodnie później II turę wyborów, w której biorą udział dwaj kandydaci z największą liczbą głosów zdobytych w I turze.

## Komitety wyborcze
W okręgu wielomandatowym 17 partii zgłosiło swoje listy kandydatów. Centralna Komisja Wyborcza w drodze losowania przydzieliła numery porządkowe na karcie do głosowania w następującej kolejności:
1. Droga Odwagi (DK)
2. Wolność i Sprawiedliwość (PLT)
3. Partia Wolności (LP)
4. Litewska Partia Ludowa (LLP)
5. Związek Ojczyzny – Litewscy Chrześcijańscy Demokraci (TS-LKD)
6. Partia Centrum - Nacjonaliści (LCP)
7. Zjednoczenie Narodowe (NS)
8. Akcja Wyborcza Polaków na Litwie – Związek Chrześcijańskich Rodzin (LLRA-KŠS)
9. Litewska Socjaldemokratyczna Partia Pracy (LSDDP)
10. Unia Solidarności Międzypokoleniowej - Spójność dla Litwy (KSSSL)
11. Litwa - dla wszystkich (dawniej Partia Emigrantów) (PLV)
12. Ruch Liberalny Republiki Litewskiej (LRLS)
13. Litewski Związek Rolników i Zielonych (LVŽS)
14. Litewska Partia Zielonych (LŽP)
15. Unia Chrześcijańska (KS)
16. Partia Pracy (DP)
17. Litewska Partia Socjaldemokratyczna (LSDP)

Centralna Komisja Wyborcza zarejestrowała 1747 kandydatów: 1724 reprezentujących partie polityczne i 23 niezależnych. W okręgu wielomandatowym o mandaty walczyło 17 komitetów wyborczych.

## Sondaże
| Partia | Partia       | Baltijos tyrimai (27 września 2020) | Spinter tyrimai (26 września 2020) | Vilmorus (19 września 2020) | Baltijos tyrimai (18 września 2020) |
| ------ | ------------ | ----------------------------------- | ---------------------------------- | --------------------------- | ----------------------------------- |
|        | TS-LKD       | 16,3%                               | 19,8%                              | 20,8%                       | 18,8%                               |
|        | LVŽS         | 21,2%                               | 19,2%                              | 21,0%                       | 19,6%                               |
|        | LSDP         | 12,8%                               | 11,4%                              | 11,8%                       | 18,2%                               |
|        | LRLS         | 8,3%                                | 9,1%                               | 7,7%                        | 8,2%                                |
|        | Partia Pracy | 8,1%                                | 9,8%                               | 11,7%                       | 11,4%                               |
|        | PLT          | 7,6%                                | 4,9%                               | 5,3%                        | 7,4%                                |
|        | LLRA-KŠS     | 5,3%                                | 4,8%                               | 3,5%                        | 4,0%                                |
|        | LP           | 3,1%                                | 6,1%                               | 3,5%                        | 4,0%                                |
|        | LSDDP        | 2,9%                                | 3,0%                               | 4,2%                        | 3,7%                                |
|        | LCP          | 2,8%                                | 3,0%                               | 2,6%                        | 4,0%                                |
|        | Inni         | 11,6%                               | 8,9%                               | 7,9%                        | 1,7%                                |

## Frekwencja wyborcza

### Frekwencja wyborcza w I turze
Głosowanie korespondencyjne
| 5 października | 6 października | 7 października | 8 października | 9 października | 10 października |
| -------------- | -------------- | -------------- | -------------- | -------------- | --------------- |
| 0,54%          | 1,52%          | 3,09%          | 7,39%          | 10,10%         | 11,64%          |

Dzień wyborów
| 10:00  | 14:00  | 19:00  | Całkowita |
| ------ | ------ | ------ | --------- |
| 17,55% | 31,89% | 45,49% | 47,55%    |

## Wyniki wyborów
| Partia                             | Partia                                                             | Ogólnokrajowy okręg wyborczy | Ogólnokrajowy okręg wyborczy | Ogólnokrajowy okręg wyborczy | Okręgi jednomandatowe | Okręgi jednomandatowe | Okręgi jednomandatowe | Okręgi jednomandatowe | Okręgi jednomandatowe | Okręgi jednomandatowe | Razem mandaty | +/– |
| Partia                             | Partia                                                             | Ogólnokrajowy okręg wyborczy | Ogólnokrajowy okręg wyborczy | Ogólnokrajowy okręg wyborczy | I tura                | I tura                | I tura                | II tura               | II tura               | II tura               | Razem mandaty | +/– |
| Partia                             | Partia                                                             | Głosy                        | %                            | Mandaty                      | Głosy                 | %                     | Mandaty               | Głosy                 | %                     | Mandaty               | Razem mandaty | +/– |
| ---------------------------------- | ------------------------------------------------------------------ | ---------------------------- | ---------------------------- | ---------------------------- | --------------------- | --------------------- | --------------------- | --------------------- | --------------------- | --------------------- | ------------- | --- |
|                                    | Związek Ojczyzny – Litewscy Chrześcijańscy Demokraci               | 290 012                      | 24,80                        | 23                           |                       |                       | 1                     |                       |                       | 26                    | 50            |     |
|                                    | Litewski Związek Rolników i Zielonych                              | 204 473                      | 17,50                        | 16                           |                       |                       |                       |                       |                       | 16                    | 32            |     |
|                                    | Partia Pracy                                                       | 110 566                      | 9,47                         | 9                            |                       |                       |                       |                       |                       | 1                     | 10            |     |
|                                    | Litewska Partia Socjaldemokratyczna                                | 108 236                      | 9,26                         | 8                            |                       |                       |                       |                       |                       | 5                     | 13            |     |
|                                    | Partia Wolności                                                    | 105 455                      | 9,02                         | 8                            |                       |                       |                       |                       |                       | 3                     | 11            |     |
|                                    | Ruch Liberalny Republiki Litewskiej                                | 79 308                       | 6,79                         | 6                            |                       |                       |                       |                       |                       | 7                     | 13            |     |
|                                    | Akcja Wyborcza Polaków na Litwie – Związek Chrześcijańskich Rodzin | 56 352                       | 4,82                         | 0                            |                       |                       | 2                     |                       |                       | 1                     | 3             |     |
|                                    | Litewska Socjaldemokratyczna Partia Pracy                          | 37 040                       | 3,17                         | 0                            |                       |                       |                       |                       |                       | 3                     | 3             |     |
|                                    | Partia Centrum - Nacjonaliści                                      | 26 682                       | 2,28                         | 0                            |                       |                       |                       |                       |                       |                       |               |     |
|                                    | Zjednoczenie Narodowe                                              | 24 921                       | 2,13                         | 0                            |                       |                       |                       |                       |                       |                       |               |     |
|                                    | Wolność i Sprawiedliwość                                           | 23 266                       | 1,99                         | 0                            |                       |                       |                       |                       |                       | 1                     | 1             |     |
|                                    | Litewska Partia Zielonych                                          | 19 152                       | 1,64                         | 0                            |                       |                       |                       |                       |                       | 1                     | 1             |     |
|                                    | Droga Odwagi                                                       | 13 186                       | 1,13                         | 0                            |                       |                       |                       |                       |                       |                       |               |     |
|                                    | Litwa - dla wszystkich                                             | 11 218                       | 0,96                         | 0                            |                       |                       |                       |                       |                       |                       |               |     |
|                                    | Unia Chrześcijańska                                                | 8 791                        | 0,75                         | 0                            |                       |                       |                       |                       |                       |                       |               |     |
|                                    | Unia Solidarności Międzypokoleniowej - Spójność dla Litwy          | 5 767                        | 0,49                         | 0                            |                       |                       |                       |                       |                       |                       |               |     |
|                                    | Litewska Partia Ludowa                                             | 2 936                        | 0,25                         | 0                            |                       |                       |                       |                       |                       |                       |               |     |
|                                    | Niezależni                                                         |                              |                              |                              |                       |                       |                       |                       |                       | 4                     | 4             |     |
| Nieważne/puste głosy               | Nieważne/puste głosy                                               | 41 246                       |                              | –                            |                       |                       |                       |                       |                       |                       |               |     |
| Razem                              | Razem                                                              | 1 1273 61                    | 100                          | 70                           |                       |                       | 3                     |                       |                       | 67                    | 141           | 0   |
| Zarejestrowani wyborcy/frekwencja  | Zarejestrowani wyborcy/frekwencja                                  | 2 457 722                    | 47,55                        | –                            |                       |                       |                       |                       |                       |                       |               |     |
| Źródło: Centralna Komisja Wyborcza |                                                                    |                              |                              |                              |                       |                       |                       |                       |                       |                       |               |     |